# Camp Quest
Das Im Jahr 1996 gegründete Camp Quest ist das erste Ferienlager der Vereinigten Staaten und Kanadas für nichtreligiöse Kinder oder die Kinder nichttheistischer Eltern.
Dies umfasst Atheisten, Neue Atheisten, Antitheisten, Agnostiker, säkulare Humanisten, evolutionäre Humanisten, wissenschaftlich motivierte Skeptiker, nichttheistische Rationalisten, Freidenker, Brights, Antireligiöse und andere Anhänger naturalistischer Weltanschauungen. Das Camp wird als gottfreie Alternative zu religiösen Ferienlagern, wie Ferien-Bibelschulen, veranstaltet.

## Geschichte
Im November 1995 fand im Council For Democratic and Secular Humanism (CODESH, heute Council for Secular Humanism) ein Treffen statt, auf dem besprochen wurde, wie der säkulare Humanismus zu fördern wäre. Edwin Kagin, Mitglied der Free Inquiry Group of Greater Cincinnati and Northern Kentucky (FIG), Rechtsanwalt und Pfadfinder, stellte hierbei die Idee eines säkularen Ferienlagers vor, mit dem Zweck, dem Ausschluss der Nichttheisten aus den Boy Scouts of America zu begegnen. Obwohl viele Teilnehmer an der Durchführbarkeit zweifelten und einige grundsätzlich dagegen waren, bestärkte Paul Kurtz Kagin und die FIG, das Camp zu machen.
Das erste Camp begann im Jahr 1996 als ein FIG-Projekt, mit Kagin als Campleiter. Während der ersten beiden Jahre wurde das Camp in einer Anlage abgehalten, die der Bullitsburg Baptist Assembly im Boone County (Kentucky) gehörte.
Im dritten Jahr entschied die FIG, ins nahegelegene YMCA Camp umzuziehen. Die Northern Kentucky Baptist Association versuchte auf rechtlichem Weg, die Benutzung ihrer Lagergelände je nach religiösem Glauben einschränken zu können. Auf ihren Antrag brachte der damalige Abgeordnete von Kentucky dann ein Gesetz (House Bill 70) ein, das religiöse Organisationen von den allgemeinen Antidiskriminierungs-Anforderungen an Gesetze bezüglich öffentlicher Einrichtungen ausschloss. Dieses Gesetz überstand im Jahr 2000 ein Veto des Gouverneurs.
Im Jahr 2002 zog das Camp Quest dann zu ihrer heutigen Stätte um. Es handelt sich dabei um eine weitere Anlage des YMCA in Hamilton, Ohio, ungefähr vierzig Meilen nördlich von Cincinnati. Das Camp wurde in Camp Quest Inc. umgewandelt, eine unabhängige Non-Profit-Organisation. Edwin Kagin und seine Frau Helen blieben bis zu ihrer Pensionierung nach dem Sommer 2005 weiterhin Co-Direktoren des Camps. Der aktuelle Camp-Direktor August Brunsman IV ist außerdem Geschäftsführer der Secular Student Alliance. Der Programmleiter Fred Edwords dient als Sprecher (Director of Communications) der American Humanist Association.

## Veranstaltungen und Aktivitäten
Die Veranstaltungen und Aktivitäten des Camps sollen die Teilnehmer in die Geschichte und die Ideen des Freidenkertums einführen. Die Teilnehmer können über die Wissenschaft, die wissenschaftliche Methode, das kritische Denken, die Weltreligionen und die Trennung von Staat und Kirche lernen. Bibelgeschichten und -Metaphern werden vor dem Hintergrund einer kulturellen Bildung diskutiert. Es wird den Kindern erklärt, dass ethisches Verhalten nicht von religiösem Glauben und einer religiösen Doktrin abhängt, dass Glaube und Doktrin manchmal ein Hindernis für ethisches und moralisches Verhalten darstellen, dass nichtreligiöse Menschen ebenfalls gut sind, und dass sie ohne Einschränkung in der Lage sind, ein glückliches und sinnvolles Leben zu führen.
Die Camps umfassen alles, was in Ferienlagern üblich ist: Lagerfeuer, Kanufahren, handwerkliche Aktivitäten, Theater, Spiele, Wanderungen, Singen, Schwimmen. Darüber hinaus werden Anregungen aus mystischen Lagerfeuer-Geschichten eingebaut oder man versucht, die Theorien des Kreationismus auf Wanderungen oder bei der Fossiliensuche zu entlarven. Es werden kooperative wie auch Wettbewerbssportarten eingesetzt.

## Einhornbeweis
Der Ansatz des Camps liegt darin, kritisches Denken zu bestärken und eine Einführung in logische Denkfehler zu geben. Hierzu wird oft die Geschichte zweier unhörbarer Einhörner verwendet, die zusammen mit einem unsichtbaren grünen Drachen der hitzeloses Feuer spuckt im Lager wohnen. Den Teilnehmern wird gesagt, dass im Lager zwei Einhörner wohnen, die weder sichtbar, noch hörbar, berührbar, riechbar oder schmeckbar sind, die ihnen nicht weh tun können, die nichts essen und keinerlei Zeichen ihrer Anwesenheit hinterlassen. Ein altes Buch, weitergereicht über zahllose Generationen, beweise, dass die Einhörner existieren, obwohl niemandem erlaubt ist, das Buch zu sehen. Jeder Teilnehmer, der beweisen kann, dass die Einhörner nicht existieren, gewinnt eine gottlose Hundert-Dollar-Note (vor 1957 herausgegeben, als der US-Kongress bestimmte, dass „In God We Trust“ (Wir vertrauen auf Gott) auf die Scheine gedruckt werden solle). Seit der Ausschreibung dieses Preises 1996 hat ihn noch niemand gewonnen.

## Zweck und Identität
Der Leitspruch des Camp Quest erklärt, dass das Camp dazu „bestimmt ist, die Bedingungen menschlichen Seins (human condition) zu verbessern, durch rationale Forschung, kritisches und kreatives Denken, die wissenschaftliche Methode, Selbstachtung, Ethik, Kompetenz, Demokratie, freie Rede, und durch die Trennung von Staat und Kirche, wie sie die Verfassung der Vereinigten Staaten garantiert“. Der Zweck ist, interessierten Kindern ein von religiösem Dogma freies Ferienlager zu bieten, ungeachtet ihres persönlichen Glaubens. Das Lager ist der Erweiterung der Toleranz verpflichtet, wie auch der Empathie, Selbstachtung, Ausdrucksfähigkeit, Vernunft, dem kritischen und kreativen Denken, der Kooperation und der Ethik.
Das Logo des Camps basiert auf einer Idee von Edwin Kagin und einem Kunstwerk seiner Tochter Kathryn. Die Buchstaben ‚C‘ und ‚Q‘ sind darin zu einer Art Unendlichkeitssymbol kombiniert. Die Buchstaben ‚CQ‘ werden meist von ihrem Morsecode begleitet. Dieser bedeutet in der Funkersprache auch will jemand reden?.

## Liste der Camps
- Smoky Mountains, ein Projekt der Rationalisten von East Tennessee, veranstaltete sein erstes Camp 2002.
- Michigan, gegründet 2003, hielt sein erstes Camp nach einigen Rückschlägen im August 2006 ab.
- Minnesota, erste Veranstaltung im Juli 2004.
- Ontario, erste Veranstaltung im August 2004.
- West, ein Projekt der Atheist Alliance International, hielt sein erstes Lager bei Sacramento, California, im Juli 2006 ab.
- UK
- Schweiz, erstes Camp fand im August 2013 in Mundaun, Kanton Graubünden statt. Seither findet jedes Jahr im Sommer ein Camp Quest statt. Es wird von der Freidenker-Vereinigung der Schweiz in Zusammenarbeit mit den Skeptikern Schweiz veranstaltet.

## In der Populärkultur
Der The Colbert Report von Comedy Central bezog sich während der Show unter der Überschrift „Nieder mit der Gefahr“ in satirischer Weise auf das Camp Quest als eine Gefahr für die Sicherheit und moralische Identität der Vereinigten Staaten von Amerika:

„Ich spreche von Camp Quest, ein Netz von Ferienlagern, welche dem Freizeitspaß aus einer strikt atheistischen und agnostischen Perspektive dienen. Wie ihr Schlagwort lautet: ‚Es geht über den Glauben hinaus!‘. Obwohl das Camp Quest übliche Lageraktivitäten wie Wandern und Reiten anbietet, lernen die Kinder laut dem Cincinnati Enquirer auch ‚den Kanon des rationalen Denkens, des kritischen Denkens und der wissenschaftlichen Forschung‘. Und bei einer der Aktivitäten ‚müssen die Teilnehmer versuchen, zu beweisen, dass unsichtbare Einhörner, als eine Metapher für Gott, nicht existieren‘. Die Teilnehmer erhalten außerdem unhaltbare philosophische Herausforderungen, wie etwa, zu beweisen, dass Tetherball Spaß macht.“